# Ragazza dell'Uchter Moor
La cosiddetta ragazza dell'Uchter Moor (in italiano anche ragazza della brughiera dell'Ucther) è una mummia di palude trovata presso una brughiera nelle vicinanze di Uchte, nella Bassa Sassonia, in Germania, risalente all'età del ferro, chiamata Moora in base al nome inglese della mummia ritrovata: Girl of the Uchter Moor.

## Descrizione

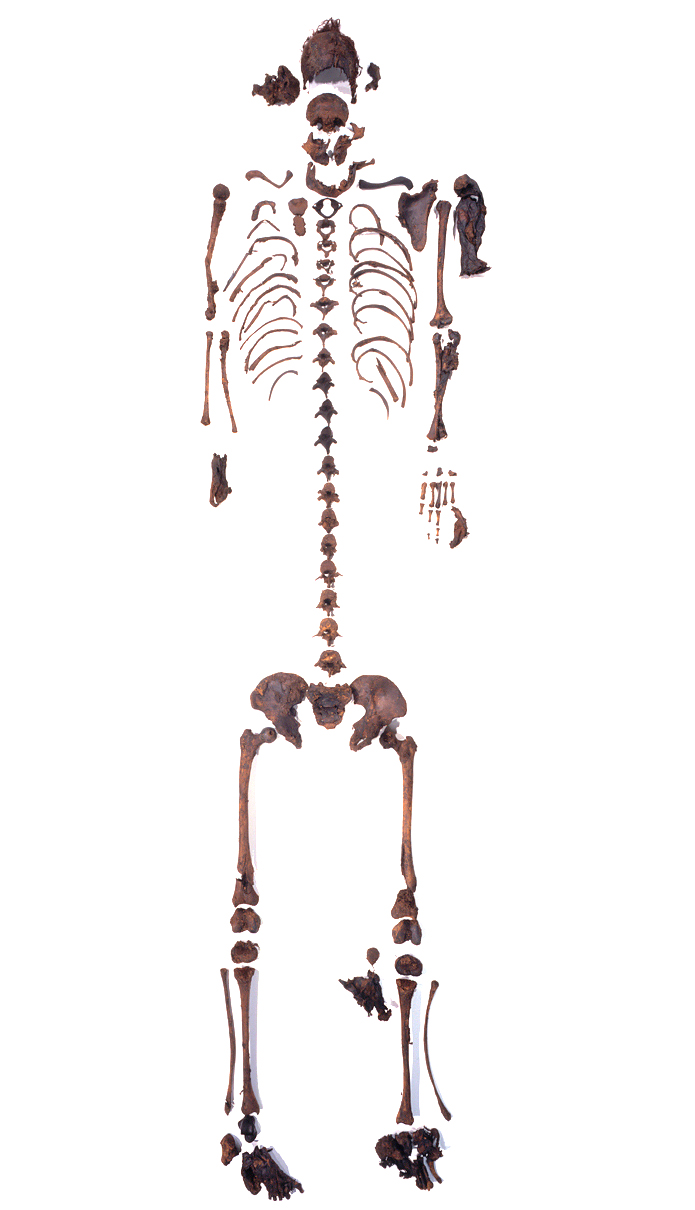
Scheletro della ragazza della brughiera dell'Uchter

Del corpo sono state trovate tutte le ossa tranne una scapola e due costole.
È stato scoperto che il corpo mummificato era senza vestiti.
Durante la sua esistenza la ragazza soffriva di malnutrizione cronica che ha portato la ragazza a soffrire di carie ossea, nonché di mancata crescita ossea.
Una delle cause della malnutrizione potrebbe essere l'intenso lavoro.
La ragazza soffriva di un tumore benigno al cranio.
Si suppone che la ragazza abbia sofferto di queste patologie per la maggior parte della vita.
Si suppone che la morte della ragazza sia stata accidentale, se fosse stata uccisa (strangolata, o pugnalata, o il cranio fosse stato fracassato) i segni sarebbero stati visibili sulle ossa.
Il corpo era alto circa 1,50 m. (4 ft 11 in).
La ragazza, al momento della morte, aveva tra i 16 ed i 21 anni, secondo alcuni mentre, tra i 16 ed i 19, secondo altri, tra i 16 ed i 20 secondo altri ancora.
La ragazza della brughiera di Uchte camminava male ed aveva un dorso ricurvo a causa di una scoliosi dell'osso sacro.
Nella colonna cervicale sono state trovate inoltre delle trabecole, cosa che i ricercatori hanno associato a lavori pesanti o al fatto che Moora portava dei carichi pesanti sulla testa.
Il corpo non è stato cremato.
È impossibile determinare il colore dei capelli di Moora dato che la torba rende i capelli rossastri.

## Storia

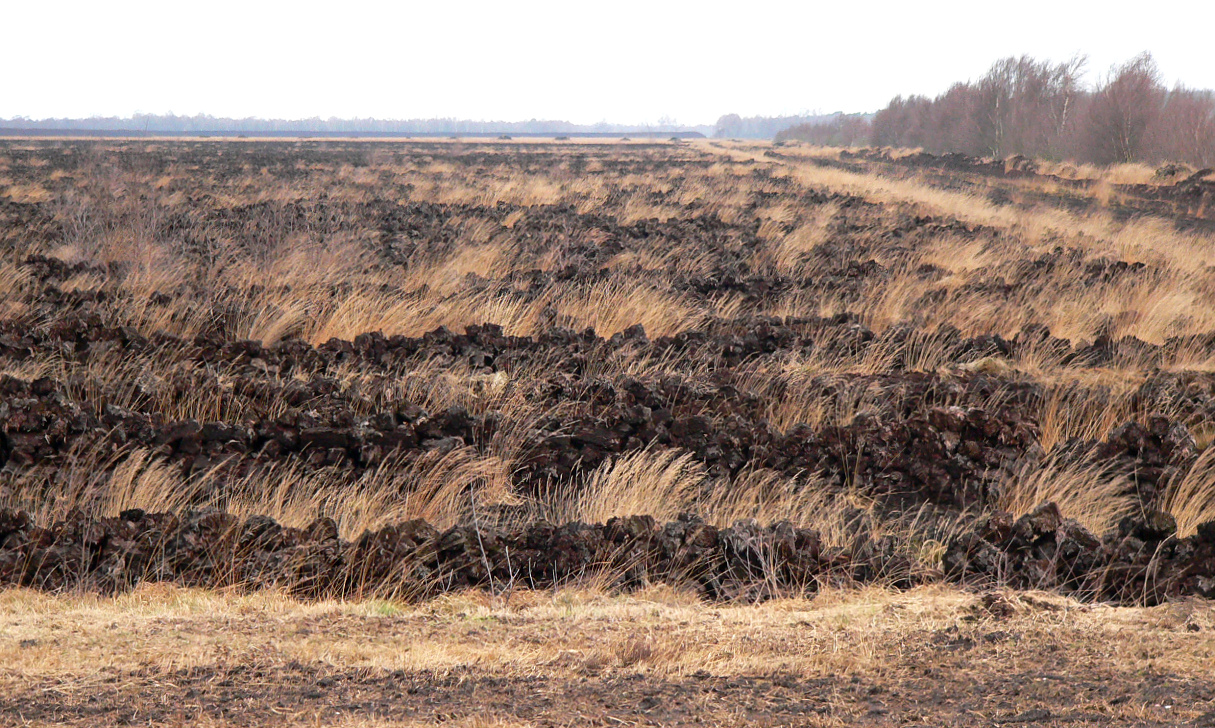
Area approssimativa del ritrovamento della ragazza della brughiera dell'Uchter

Il corpo è stato trovato da un cercatore di torba in una brughiera nelle vicinanze di Uchte nel 2000.
In origine si pensò che il cadavere era una vittima di un abuso sessuale dato che il corpo era nudo o, comunque, si pensò che il corpo ritrovato fosse di una ragazza scomparsa nel 1969 dopo essere andata in discoteca. Tuttavia 5 anni più tardi è stata trovata anche una mano, ragion per cui è stata allertata di nuovo la polizia, così, in seguito hanno determinato che le parti del corpo di Moora si trovavano in uno strato troppo basso per essere un corpo morto da poco tempo. In seguito, analisi al radiocarbonio hanno attestato che il cadavere apparteneva ad una ragazza con un'età compresa tra i 16 e i 21 anni vissuta nell'età del ferro verso il 650 a.C.
Il corpo era stato smembrato dalla terna del cercatore di torba in un centinaio di pezzi.
In seguito sono state fatte delle analisi per vedere quanto stronzio ci fosse nel corpo di Moora per vedere di quale luogo fosse originaria la ragazza o se la fanciulla si fosse spostata, ma non vi sono stati risultati che la ragazza osse di una zona diversa o se avesse fatto dei grandi spostamenti.
Secondo alcune ipotesi degli studiosi la ragazza era una raccoglitrice di uova di uccelli o di mirtilli. I mirtilli erano usati dalle popolazioni germaniche per i loro effetti inebrianti.

## Ricostruzioni facciali
Sono state fatte varie ricostruzioni del volto e del teschio di questa mummia in base ai resti del cranio di Moora, di cui due anche digitali con l'ausilio di un computer, la realtà virtuale e la tecnologia 3D, la ricostruzione è stata fatta in un modo simile a quella realizzata per la ragazza di Yde.

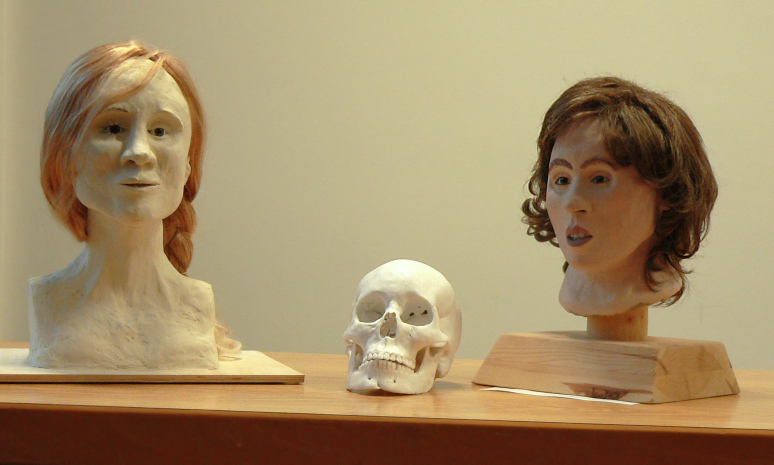
Ricostruzioni del volto e del teschio di Moora: a sinistra il volto con i capelli rossi, al centro il teschio, alla destra con i capelli scuri